# レイクウッドゴルフクラブ サンパーク明野コース
レイクウッドゴルフクラブ サンパーク明野コース（レイクウッドゴルフクラブ サンパークあけのコース）は、山梨県北杜市にあるゴルフ場である。

## 概要
「レイクウッドゴルフクラブ サンパーク明野コース」は、山梨県北西部の国中地方、長野県の県境の八ヶ岳や甲斐駒ヶ岳といった山々に囲まれた、八ヶ岳南麓の冷涼な山岳高原地帯にあり七里岩と呼ばれる台地状の地形を形成しており、観光スポットが各種存在する高原観光に支えられる環境の整ったロケーションの所にある。
1990年（平成2年）代初期、新たなゴルフ場の建設に向けて、建設用地の北杜市明野村地区に、コース設計はデオドール・G・ロビンソンに依頼し、18ホール規模のゴルフ場の造成工事が着工され、 1991年（平成3年）10月26日、「レイクウッドゴルフクラブ サンパーク明野コース」18ホールの造成工事が完了し、開場された。
デオドール・G・ロビンソンは、1923年（大正12年）、米国カリフォルニア州生、1947年（昭和22年）、南カリフォルニア大学卒業、デザイン会社を設立し、都市計画、造園造形事業に従事し、その後、米国において160カ所のゴルフコースの設計の実績がある。代表するコースは、ハワイの「Ko Olina Golf Club」の設計が有名で、レイクウッドゴルフクラブ サンパーク明野コースが日本で初めてアメリカンスタイルの設計が実施されたコースである。
コースは、南アルプスと茅ヶ岳南麓が一望でき、ゆるやかな地形を生かして造成され、フェアウェイは広々としており、コー ス内に配された湖に周囲の山々が映り、自然と一体感あるゴルフを楽しむことが出来る。少ない雨量という気候条件により、一年中プレイを楽しめる恵まれたコースである。

## 所在地
〒408-0202 山梨県北杜市明野町小笠原字大内窪3394-1

## コース情報
- 開場日 - 1991年10月26日
- 設計者 - デオドール・G・ロビンソン
- 面積 - 1,450,000m2（約43.8万坪）
- コースタイプ - 丘陵コース
- コース - 18ホールズ、パー72、6,450ヤード、コースレート72.0
- フェアウェー - コウライ
- ラフ - ノシバ
- グリーン - 1グリーン、ベント（ペンクロス）
- ラウンドスタイル - キャディ付プレーとセルフプレー選択、乗用カートによるラウンド、1組4人が原則、状況によりツーサム可、乗用カート(5人乗り)リモコン式
- 練習場 - 16打席250ヤード
- 休場日 - 12月31日、1月1日[4][5]

## ギャラリー
- コース - [6]
- ハウス - [7]

## 交通アクセス
- 鉄道 - 中央本線（JR東日本） - 韮崎駅より タクシー利用 約15分[8]
- 道路 - 中央自動車道 - 韮崎ICより 9Km[8]

## 関連文献
- 『ゴルフ場ガイド 東版』、2006-2007、「レイクウッドゴルフクラブ サンパーク明野コース」、東京 ゴルフダイジェスト社、2006年5月